# Peperomia schizandra
Peperomia schizandra är en pepparväxtart som beskrevs av William Trelease. Peperomia schizandra ingår i släktet peperomior, och familjen pepparväxter. Inga underarter finns listade i Catalogue of Life.